# 佳那晃子
佳那 晃子（かな あきこ、1956年〈昭和31年〉3月8日 - ）は、日本の女優。東京都八王子市出身。本名、関田 祐子。旧芸名、大関 優子。東京都立日野高等学校卒業。舞プロモーションを経て、オフィスPSC所属していた。静岡県東伊豆町で病気療養中。

## 人物・来歴
八王子に生まれ、中学卒業まで生活していた。
小さい頃は虚弱体質で、朝礼でも途中で貧血を起こし倒れたり、運動会の徒競走でもビリで、週に一度は病院に通っていた。小児麻痺や小児リュウマチと診断され、3日に一度は注射のため通院する日々もあったが、小学5年生辺りから回復して、成績も体力もよくなかったのが、徒競走でも一等、成績もあがって優等生になった。
父が画家で中学の美術の先生をしていたこともあり、小学生のころから絵を書くのが好きで、絵の成績だけはよかったが、「父親が絵の先生だからうまいのは当たり前」といわれるのが気に入らず、中学に入ってからは授業以外で絵を書くこともなかったが、都立日野高校に進学してから、「自分が絵がうまく描けるのと父親は関係ない」と開き直るようになり、高校時代は将来マンガ家になろうと思っていた。父親が演劇部の顧問をしていたこともあり、芝居も好きだった。しょっちゅう学生演劇を見に連れていかれ、八王子の新制作座の芝居もよく見に行った。高校では演劇部に入るだけではなく、クラスの有志を募って同好会を作り、仲間と一緒に脚本も書いた。演劇に熱中しすぎたせいか、成績は芳しくなかった。
トキワ松学園女子短期大学絵画科在学中、父の友人であった画家から、「テレビで新人女優を募集しているから受けたらどうか」と打診され、芝居をやるか絵を描くか悩んでいた時期だったが、冗談で応募したら、NTV主催のミス『水滸伝』コンテストで二位入選。これを機に芸能界入り。
このコンテストに審査員で参加していた主演の中村敦夫の目にとまり、中村の事務所に入り、17歳で1974年の映画『襤褸の旗』にて大関優子の芸名でデビュー。
19歳で中村の事務所は解散したため、新しい事務所に移るが、芸名のせいかお嬢さん役ばかり来る中、「23歳までに、日比谷界隈の映画館に私の絵のパネルを掛ける」というのが、そのころの夢であり、新事務所との約束だったこともあり、夢を実現するために現状を突破したいと思っていたとき、映画『ザ・ウーマン』の話が来た。ヌードシーンもあったが、女優として生まれ変わるのにヌードシーンも面白いと、1980年公開の映画『ザ・ウーマン』より、芸名を佳那晃子に改める。この『ザ・ウーマン』の企画に参加していた小池一雄がこの芸名の名付け親になった。デビュー時からはっきりした目鼻立ち・妖艶な色気・脱ぎっぷりの良さで人気を集め、『魔界転生』では病気降板した高瀬春奈の代役で細川ガラシャ役に抜擢された。
1990年に放送作家の源高志と結婚。源の前妻との離婚を待ってからの入籍だったため、公表はその1年半後であった。バブル崩壊後に夫の経営する会社のトラブルを発端とした多額の借金を抱え、返済のために倹約生活を送ることになった。もともと堅実な金銭感覚の持ち主だったため、返済は着実に進んでいった。
テレビドラマでは2時間ドラマをメインに出演し、1994年にはヘアヌード写真集『幻想』を発売。これも借金返済の足しにするという目的だった。
重度のネフローゼ症候群により4年間の闘病生活を続けていたが、2009年12月19日、東京・渋谷のセルリアンタワー能楽堂で上演の『名作語り 高野聖』の朗読劇にて女優業に復帰した。
2013年1月10日、自宅でクモ膜下出血のため倒れて意識不明状態となり、病院に搬送された。医師からは病状が最も重い「重度5」であり、脳死もしくは植物状態であると診断されたが、蘇生措置により回復、その後の治療の結果、8月には問いかけに手足の動きや瞬きなどで反応できるまでになった。12月1日、夫を中心に西田和昭を始めとする有志による佳那晃子オフィシャルサイト「佳那晃子が病院から歩いて帰って来るまでのサイト（閉鎖）」が公開された。同サイトの源高志によるブログには、佳那晃子が倒れた2013年1月10日からの様子と、2013年12月1日からの様子を併記して、毎日更新されていた（閉鎖）。
2020年に新型コロナウィルス感染拡大を受けて、源は毎日1時間ほどの面会もできなくなっていたが、9月2日に院内でパソコンを通じたオンラインでの対面で20分ほど再会できた。
特技はピアノ、絵画。

## 出演

### 映画
大関優子名義
- 襤褸の旗 （1974年、映画「襤褸の旗」製作委員会） - タキ
- 異邦人の河 （1975年、緑豆社） - 方順紅
- はだしのゲン （1976年、現代ぷろだくしょん） - 大里先生
- 犬神家の一族 （1976年、角川春樹事務所 / 東宝） - 青沼菊乃
- 男組 少年刑務所 （1976年、東映） - 桜魔子
- 人間の骨（1978年、「人間の骨」映画プロダクション） - 藤田絹子
- ガキ大将行進曲 （1979年、青銅プロダクション / 山梨教育映画）

佳那晃子名義
- ザ・ウーマン （1980年、友映） - 竹本小伝
- 四季・奈津子 （1980年、東映 / 幻燈社） - 波留子
- 魔界転生 （1981年、角川春樹事務所 / 東映） - 細川ガラシャ
- 鬼龍院花子の生涯 （1982年、東映 / 俳優座映画放送） - つる
- 大日本帝国 （1982年、東映） - 国吉靖子
- 陽暉楼 （1983年、東映 / 俳優座映画放送） - 丸子
- 唐獅子株式会社 （1983年、東映） - 黒田ひろ子
- 極道の妻たち （1986年、東映） - 小磯泰子
- 十手舞 （1986年、松竹） - おちか
- 斬殺せよ 切なきもの、それは愛 （1990年、サムエンタープライズグループ） - お雪
- ふうせん （1990年、東映） - 村井美佐
- BEST GUY （1990年、三井物産 / ウイングス・ジャパンインク / 東北新社） - 吉永由美子
- 虹の橋 （1993年、東宝） - 琴
- 集団左遷（1994年、東映） - 柳町良子
- 江戸むらさき特急 （1995年、アミューズビデオ）
- 極道の妻たち 赫い絆 （1995年、東映） - 兵頭美佐
- なにわ忠臣蔵 （1997年、ケイエスエス） - 大石陸恵
- 花暦 市川恋太郎一座 大分佐伯 翔べないカモメ編 （1997年、花暦制作実行委員会 / カムテック）
- 二宮金次郎物語 愛と情熱のかぎり （1998年、二宮金次郎物語製作委員会） - ゆきの母
- 本日またまた休診なり （2000年、サイプロ / 松竹京都映画） - 飲み屋のおかみ・和枝
- NAGISA （2000年、フイルム・シティ） - 杉田民恵
- 修羅がゆく9 北海道進攻作戦 （2000年、Knack） - 白城紀子
- 荒ぶる魂たち（2002年、大映） - 樋口たか子

### テレビドラマ
大関優子名義
- おしどり右京捕物車 第25話「櫛（くし）」（1974年、ABC / 松竹） - おとき
- 必殺シリーズ（ABC / 松竹）
  - 必殺仕置屋稼業 第22話「一筆啓上狂言が見えた」（1975年） - おりん
  - 必殺仕業人 第26話「あんたこの心眼をどう思う」（1976年） - ぬい
  - 必殺からくり人 第6話「秘めごとは白い素肌にどうぞ」（1976年） - お藤
  - 新・必殺仕置人（1977年）
    - 第9話「悪縁無用」 - おりく
    - 第29話「良縁無用」 - お京

  - 江戸プロフェッショナル・必殺商売人 第13話「裏の稼業にまた裏稼業」（1978年） - お栄
  - 翔べ! 必殺うらごろし 第6話「男にかけた情念で少女は女郎に化身した」（1979年） - お葉
- Gメン'75 （TBS / 東映）
  - 第31話「男と女のいる特急便」（1975年） - 過激派の女-左知子（さちこ）
  - 第100話「北の国から来た遺骨」（1977年） - 望月ミヨ
  - 第135話「死んだ人からの緊急電話」（1977年） - 植村みどり
  - 第162話「女子大生と警官の異常な関係」（1978年） - 岸本リサ
  - 第192話「バラバラ事件」（1979年） - 小川万里子
- 同心部屋御用帳 江戸の旋風 （CX / 東宝）
  - 同心部屋御用帳 江戸の旋風 第5話「夜桜の女」（1975年）
  - 同心部屋御用帳 江戸の旋風III
    - 第27話「浪人狩り」（1977年）
    - 第36話「めおと提灯」（1978年） - みよ

  - 同心部屋御用帳 江戸の旋風IV 第5話「二ツの顔を持つ男 怒号編」（1978年） - おもと
- おんな浮世絵・紅之介参る! 第21話「さらい屋母子」（1975年、NTV / ユニオン映画）
- 特別機動捜査隊 第745話「大学は出たけれど」（1976年、NET  / 東映） - きよみ
- 大都会 闘いの日々 第11話「大安」（1976年、NTV / 石原プロ） - 杉山のぶ子
- 夫婦旅日記 さらば浪人 第4話「恋しのぶ宿」（1976年、CX / 勝プロ）
- 人魚亭異聞 無法街の素浪人 第5話「偽りの報酬」（1976年、NET / 三船プロ） - みわ
- お耳役秘帳 第10話「くの一けもの宿」（1976年、KTV / 歌舞伎座テレビ） - 小笛
- 子連れ狼 第3部 第11話「大五郎しあわせ花」（1976年、NTV / ユニオン映画） - お雪
- 隠し目付参上 第13話「右も左も真っ暗闇か」（1976年、MBS / 三船プロ） - ちよ
- 破れ傘刀舟悪人狩り 第101話「暗黒街の罠」（1976年、NET / 三船プロ） - お高
- 夜明けの刑事 第87話「ママはライバル殺人事件」（1976年、TBS / 大映テレビ） - 高木涼子
- 五街道まっしぐら! 第10話「鉄の爪に泣く姫の恋」（1976年、NET / 東映）
- 徳川三国志 第23話「江戸の毒を斬れ！」（1976年、NET / 東映）- おみつ
- 大江戸捜査網（12ch / 三船プロ）
  - 第277話「仇討ち女三味線」（1977年） - 高倉志乃
  - 第300話「女義賊復讐に燃える」（1977年） - おみわ
  - 第309話「暗躍! 幻の盗賊集団」（1977年） - さつき
  - 第331話「大雪原の決闘!」（1978年） - おみね
  - 第343話「泥沼に咲いた女郎花」（1978年） - おみつ
  - 第375話「身代り殺人の陰謀」（1979年） - お春
- 快傑ズバット 第3話「悲しき純金の天使」（1977年、12ch / 東映） - しずか
- 桃太郎侍（NTV / 東映）
  - 第29話「泣き笑い千両くじ」（1977年） - おわき
  - 第54話「闇をさく妖剣」（1977年） - お峰
  - 第94話「早替りお化け屋敷」（1978年7月30日） - 妙
- 横溝正史シリーズ / 三つ首塔（1977年、MBS / 東宝） - 佐竹由香利
- 人形佐七捕物帳 第20話「悪を走らせた純愛」（1977年、ANB / 東映）
- 花のながれ（1977年、CBC） - 桃子
- 特捜最前線（ANB / 東映）
  - 第27話「跳弾 その愛のゆくえ」（1977年）
  - 第57話「改造拳銃・失われたロック!」（1978年）
  - 第91話「交番ジャック・4人だけの忘年会!」（1978年） - 前島伸子
- 破れ奉行 第36話「待伏せ! 老中暗殺」（1977年、ANB / 中村プロ） - お袖
- 土曜ドラマ 鎌田敏夫シリーズ / 十字路 第一部 第1話「北海道編 家族」（1978年、NHK）
- 大岡越前 第5部 第2話「すり替えられた薬」（1978年、TBS / C.A.L） - お絹
- 吉宗評判記 暴れん坊将軍 第9話「黒い十手を握る男」（1978年、ANB / 東映） - おしな
- 達磨大助事件帳 第29話「泣くな妹よ」（1978年、ANB / 前進座 / 国際放映） - お千代
- 新幹線公安官 第2シリーズ 第8話「片道切符の旅路」（1978年、ANB / 東映） - 谷村久江
- 銭形平次（CX / 東映）
  - 第611話「おたみの江戸見物」（1978年） - おたみ
  - 第627話「兇悪犯護送」（1978年） - お咲
  - 第644話「にせ平次奮戦記」（1978年） - おしん
  - 第665話「殉職・榊同心」（1979年） - おぎん
- 大空港 第9話「大爆破!! 暁の緊急指令」（1978年、CX / 松竹） - 佐伯澄子
- 江戸の鷹 御用部屋犯科帖（1978年、ANB / 三船プロ）
  - 第19話「赤い疑惑の罠を斬る」
  - 第33話「黒豹、闇を裂く」
- 破れ新九郎 第4話「ここは地獄の一丁目」（1978年、ANB / 中村プロ） - 加代
- 新五捕物帳 第43話「阿波木偶秘聞・前」、第44話「阿波木偶秘聞・後」（1978年、NTV / ユニオン映画）

佳那晃子名義
- 銭形平次 （CX / 東映）
  - 第681話「人情・一番花火」（1979年） - おきよ
  - 第706話「親父が愛した娘」（1980年） - おさよ
  - 第743話「傷だらけの恋」（1980年） - おきく
  - 第770話「禁じられた恋人たち」（1981年） - おさき
  - 第817話「生涯一同心」（1982年） - おしの
  - 第843話「十五年目の春」（1983年） - お妙
- 半七捕物帳 第25話「十五夜御用心」（1979年9月18日、ANB）
- 江戸の激斗 （1979年、CX / 東宝） - お篠
- ザ・スーパーガール 第19話「裸で狼の群れと闘え」（1979年、12ch / 東映） - 三谷美樹
- 特捜最前線 第134話「雨の脅迫者!」（1979年、ANB / 東映）
- 長七郎天下ご免! 第28話「男の誠に目を覚ませ!」（1980年、ANB / 東映） - 綾姫
- 必殺仕事人 第26話「半吉は女の愛で立ち直れるか?」（1979年、ABC / 松竹） - お袖
- 騎馬奉行 第11話「怪盗白羽矢組・女体の罠」（1979年、KTV / 東映）
- 桃太郎侍 （NTV / 東映）
  - 第162話「顔に傷のある女」（1979年） - おゆう
  - 第179話「道楽息子の置土産」（1980年） - おしげ
  - 第235話「海路はるばる喧嘩旅」（1981年） - おしず
- 大江戸捜査網（12ch → TX / 三船プロ→ヴァンフィル）
  - 第391話「大奥の紅い陰謀」（1979年） - おとき
  - 第430話「刺青芸者 皆殺しの謎」（1980年） - おひで
  - 新 大江戸捜査網（1984年） - 隠密同心・流し目のお紺
- 日本名作怪談劇場 第9話「怪談 牡丹燈籠」（1979年、12ch）- お露
- 大空港 第73話「盗まれた恋路 君よ非情の歌を聞け!」（1980年、CX / 松竹） - 西田えり子
- 太陽にほえろ!（NTV / 東宝）
  - 第391話「黄色いボタン」（1980年） - 杉下啓子
  - 第426話「愛の終曲」（1980年） - 沖田恭子
  - 第688話「ホノルル・大誘拐」、第689話「キラウェア・大追跡」（1986年） - 園部春美
- 雪姫隠密道中記 第7話「悪代官は瓜ふたつ」（1980年、MBS / S.H.P） - おきみ
- 同心部屋御用帳 新・江戸の旋風 第20話「地獄極楽夢のからくり」（1980年、CX / 東宝） - 小袖
- ドラマスペシャル / 影を追いつめろ（1980年、CX）
- 江戸の朝焼け 第10話「女の敵」（1980年、CX / 東宝） - おしの
- 水戸黄門（TBS / C.A.L）
  - 第11部 第10話「北の岬の仇討 -八戸-」（1980年） - せつ
  - 第16部 第18話「悪が群がる隠し銀山 -大森-」（1986年） - 由紀
  - 第27部 第26話「救って下さい! 母子地蔵さま -追分-」（1999年） - おせん
  - 第28部 第33話「母子の再会・涙の白洲 -赤間関-」（2000年） - 薬問屋の女主人 おきぬ
  - 第30部 第15話「謎の美女は危険な匂い -堺-」（2002年） - お蝶
  - 第43部 第12話「忠義に揺らぐ親子の絆 -亀山-」（2011年） - 由比
- 影の軍団II 第2話「姿なき吸血鬼」（1981年、KTV / 東映） - お万の方
- 土曜ドラマ（NHK）
  - 向田邦子シリーズ 「蛇蠍のごとく」（1981年）
  - 大阪ドン・キホーテ（1982年） - 青梅静子
- 新・海峡物語 第1話 - 第8話 （1981年、ANB）
- Gメン'75 第298話「ヌードカメラマン殺人事件」（1981年、TBS / 東映） - 宇野小百合
- 続・思えば遠くへ来たもんだ 第5話「母ちゃんが来た」（1981年、TBS） - 野々崎ルミ子
- 12時間超ワイドドラマ / 竜馬がゆく（1982年、TX） - 武市富子
- 時代劇スペシャル（CX）
  - お春捕物日記 危うし!! 大岡越前 （1982年） - 美津
  - 怪談牡丹燈籠 （1982年） - お露
  - 闇の傀儡師 （1982年） - お芳
  - 仕掛人・藤枝梅安 第4作「梅安晦日蕎麦」 （1983年） - 中根しま
  - 清水次郎長 筑波おろし･義侠の仇討 （1983年） - 流れ星のお仙
  - 隠密くずれ 変幻くノ一黄金城の秘密 （1983年） - つばくろのお仙
  - 怪談 妖蝶の棲む館 （1983年） - お琴
  - 魔境殺生谷の秘密 （1983年） - お甲
- いもうと（1982年、YTV）
- 柳生新陰流 第4話「宗矩と二蓋笠」（1982年、TX）
- サントリー・ドラマSP / 幕末青春グラフィティ 坂本竜馬（1982年、NTV）
- 火曜サスペンス劇場（NTV）
  - 孤独な狩人（1982年）
  - 松本清張の霧の旗 （1983年） - 木元信子
  - あしたの顔（1985年）
  - 入れ代わった女（1986年）
  - 松本清張作家活動40周年記念・たづたづし（1992年） - 新田美奈子
  - 淫らな骨 婦女暴行殺人事件に隠されたもう一つの意外な犯罪（1994年）
  - 盲人探偵・松永礼太郎 第3作「乳房」（1994年）
  - 松本清張スペシャル 微笑の儀式（1995年） - 宅間添子
  - 小京都ミステリー 第16作「みちのく角館殺人事件」（1996年） - 早坂冴子
  - 刑事 自分の拳銃で射殺された刑事の不名誉な死に冷静な妻が流した不可解な涙（1997年） - 猿橋涼子
  - 警視庁鑑識班 第3作（1997年） - 秋月玲子
  - 地方記者・立花陽介 第10作「伊豆大島通信局」（1997年） - 戸田永子
  - 女監察医・室生亜季子 第25作「死亡推定時間」（1999年） - 松井早苗
- 土曜ワイド劇場（ANB）
  - 十和田湖に消えた女 連続レイプ殺人事件 死体の胸に真紅の花（1982年） - 川本多美子
  - 山口線「貴婦人号」SL殺人トリック 哀しい汽笛が津和野に響く（1982年） - 矢田みちこ
  - 夜に消えた妻　蒸発か誘拐か（1983年） - 的場りつこ
  - エアロビクス殺人事件 女の変身美容教室 シェイプアップ!（1983年） - ちあき
  - 江戸川乱歩の美女シリーズ 第24作「妖しい傷あとの美女 江戸川乱歩の『陰獣』」（1985年） - 小山田静子
  - 家路の果て ラブホテルで主婦が焼死! 建売住宅ローン殺人事件（1985年）
  - 女ごろし 消し忘れた過去（1985年）
  - 探偵・神津恭介の殺人推理 第3作「魔笛に魅せられた女」（1985年） - 柏木雪代
  - 裏窓の花嫁 新人女優覗きの代償! 霊枢車は深夜三度走る（1986年）
  - 密会の宿 第2作「消し忘れたビデオの女 通夜にひろがるみだらな噂…」（1986年） - 野瀬
  - 人妻の背徳日記殺人事件 “M子像”だけが知っていた完全犯罪!（1986年）
  - 京都再婚旅行殺人事件 ベッドの隣りに夫の死体が…! 密室ダブルトリックの謎（1988年）
  - 古代舞の女・奈良古墳殺人事件 クロマメ刑事が飛鳥を走る（1988年）
  - 水中バレエ殺人事件・真夏の悪夢か、またまた華麗な舞姫が狙われる（1988年）
  - 離婚カップル探偵する - 池山百合
    - 第1作「鬼怒川温泉行き殺人トラブルルート」（1990年）
    - 第2作「京都見合い旅行殺人事件!」（1991年）

  - 江戸川乱歩の美女シリーズ 第6作「妖しい稲妻の美女 江戸川乱歩の『魔術師』 大時計の針に仕掛けられた殺人予告」（1990年） - 玉村妙子
  - 京都琵琶湖別荘殺人事件 パーティー招待客7人の中に真犯人がいる（1990年）
  - 風流太平記 「密命」（1990年、NTV / ユニオン映画） - 木島かよ
  - 十字路に立つ女〜忍びよる殺意のメス 私を犯したあの男!（1991年）
  - 南紀釣り人殺人事件 海の密室トリックの謎 白浜〜勝浦〜那智の滝（1992年）
  - 家政婦は見た!
    - 第12作「ふるさと創生資金1億円で色と欲の温泉ブーム 町長一族の乱れた秘密」（1993年） - 熊沢冬美
    - 第19作「東京の妻、シンガポールの愛人 エリートビジネスマン 理想の家庭に二つの顔の秘密」（2001年） - 中原津也子

  - こちら禅寺探偵局 第1作「和尚法元の殺人説法・姿なき炎の犯罪トリックを解く!」（1993年） - 戸波涼子
  - 女ひとり暮らし連続殺人 （1993年）
  - 札幌時計台殺人事件 小樽・忍路海岸に立つ女 東京〜北海道 死体移動の怪!（1993年） - 田坂淑江
  - 西村京太郎トラベルミステリー 第29作「上越新幹線殺人事件」（1996年） - 田口麻子
  - エステサロン白い肌殺人事件 第1作（1997年） - 漆原舞子
  - なんでも屋探偵帳 第3作「潜入! ワケあり旅一座・女形殺しの真犯人は!?」（1997年）
  - 山村美紗サスペンス 愛の摩周湖殺人事件 霧の中に父が消えた!? 娘が探る三人の女の謎 残された押し花に愛憎の殺意が…（1998年）
- 金曜ドラマ / 金曜日の妻たちへ（1983年、TBS） - 斉藤佳代
- 遠山の金さん 第38話「浮世絵美人が招いた将軍暗殺!」（1983年、ANB） - お由美
- さよならを教えて 第2話 - 第4話（1983年、MBS）
- 眠狂四郎無頼控 第4話「光る白刃に燃える女」（1983年、TX） - 小里
- 木曜ゴールデンドラマ（YTV）
  - 仮の宿なるを（1983年11月10日） - 戸田秋子
  - 母の大罪（1984年）
  - 恐怖 子供たちが消えた!（1986年）
  - 隣人同士（1986年）
  - ひき逃げ 子供を返して!（1988年）
  - 幸せ、買いませんか（1991年）
- ザ・サスペンス（TBS）
  - 猟人日記 女を酔わせるセックスハンター、ガールハントの恐怖の報酬（1983年） - 本田杏子
  - 消えた日曜日（1984年） - 知子
- ドラマスペシャル / 武田鉄矢のせんせいけらいになれ!（1984年、CX）
- わたしの姑ばなれ（1984年、THK）
- 月曜ワイド劇場 / 破れた靴下をはく女!（1984年、ANB）
- 長七郎江戸日記第1シリーズ （1984年 - 1986年、NTV） - あかね
- 暴れ九庵 第23話「契り」（1985年、KTV / 東宝） - しのぶ
- ナショナル木曜劇場（CX）
  - 間違いだらけの夫選び （1985年） - 民子
  - 間違いだらけの女磨き （1987年） - 池永真弓
- 水曜ドラマ / 敵同志好き同志 （1987年、NTV）
- 江戸を斬るVII 第28話「過去を秘めた女」（1987年、C.A.L / TBS） - おとせ / しのぶ
- Wパパにオマケの子?! （1987年、NTV）
- ザ・ドラマチックナイト→金曜エンタテイメント（CX）
  - 都会のタコツボ師（1988年）
  - 怪談 KWAIDANIII 「牡丹灯篭」（1994年）
  - 山村美紗サスペンス 赤い霊柩車シリーズ 第4作「二つの墓標」（1995年） - 若水伶子
  - 山村美紗京都ミステリー 京都恋人形殺人事件（1997年）
  - 大奥スペシャル 〜幕末の女たち〜 （2004年）
- 花王 愛の劇場 / かけおち通り（1988年、TBS）
- CBC制作昼の連続ドラマ / ときめきの午後（1989年、TBS）
- 時代劇スペシャル / 風流太平記 「密命」（1990年、NTV / 東映） - 木島かよ
- 華の誓い （1991年、THK / CX）
- 月曜ドラマスペシャル（TBS）
  - 清里高原神隠し（1991年）
  - さそり Sasori 究極のセールスマンたち （1991年）
  - 城ヶ島殺人旅情 （1992年）
  - 女相続人連続殺人事件 （1992年） - 天堂優子
  - 十津川警部シリーズ 第5作「会津高原殺人事件」（1994年） - 青木怜子
  - 一色京太郎事件ノート 第1作「祇園花見小路殺人事件」（1995年） - 千代美
  - 浅見光彦シリーズ 第4作「佐渡伝説殺人事件」（1995年） - 林道子
  - タロット日美子の推理 伯備線秘図連続殺人 （1995年）
  - 松本清張特別企画・夜光の階段 （1995年） - 波多野雅子
  - 冬の旅情サスペンス 熊野路伝説殺人事件 （1996年）
  - 奄美殺人珊瑚礁 （1997年）
  - カードGメン・小早川茜 第1作「借金地獄」（2000年） - 柚木八重子
- 秋の時代劇スペシャル / 忠臣蔵外伝 薄桜記 （1991年、TX / 杉友・松竹） - 丹下典膳の妻・千春
- 月曜・女のサスペンス / 魔性のOL（1991年、TX）
- 朝の連続ドラマ / 珠玉の女（1992年、NTV） - 円山明子
- 銭形平次 第4シリーズ 第1話「夜歩き観音」（1994年、CX） - お竜
- 松本清張ドラマスペシャル・眼の気流 （1994年9月、TX）
- 木曜ドラマ / 家政婦は見た! 第1話「エリート法律一家の家族法廷 もの静かな女たちの反乱」（1997年、ANB） - 関根眉美
- はるちゃん5（2001年、THK / CX） - 丸谷かなえ
- プレミアムステージ / 犬神家の一族 （2004年、CX） - 犬神梅子
- ドラマW / 都市伝説セピア （2009年、WOWOW）

### 演劇
- 藤田まこと特別公演 必殺仕事人
- 泣き笑いの天使たち
- 名作語り 高野聖 （2009年12月19日、セルリアンタワー能楽堂）

### 吹き替え
- コレクター（サマンサ・エッガー） ※テレビ朝日版
- ラストエンペラー （ジョアン・チェン）
- 西太后（劉暁慶）※日本テレビ版

### CM
- 日野・レンジャー
- 日野・スーパードルフィン
- エステー化学 - 消臭プラグ

## その他
- 幻想・イリュージョン - 佳那晃子写真集 （1994年、風雅書房）  ISBN 4894240203
- くも膜下出血で倒れた佳那晃子が病院から歩いて帰って来るまでのDVD 第一弾（2014年、ムービーステーション）